# Castello Nipozzano
Il Castello Nipozzano è un castello medioevale che si trova nel comune di Pelago, vicino a Firenze. È posto sulla sommità di una collina, a circa 350 metri di altitudine, da cui domina gli abitati di San Francesco e Pontassieve, dove si trova la confluenza della Sieve con il fiume Arno.
La sua posizione strategica ha permesso, nei secoli, il controllo delle valli sottostanti, percorse dalla strada romana "Cassia Vetus".
L'insediamento del Castello Nipozzano è tipico del periodo medioevale: il cassero, in posizione dominante, sotto il cortile d'armi oltre agli altri edifici che si sviluppano lungo la strada di accesso.

## Storia
Il Castello Nipozzano è stata una proprietà dei Conti Guidi: ne esistono documentazioni in tal senso risalenti al 1062, all'interno di un contratto col quale il conte Guido Guerra acquistò la "quarta parte di due porzioni del Poggio già castello posto a Nipozzano e circondato da fossati". Dall'esame di tale documento si evince che il sito fortificato ebbe origine verso la prima metà dell'XI secolo, sebbene la struttura originaria fosse andata distrutta e, solo in seguito, ricostruita.
La signoria dei Conti Guidi sopra Nipozzano è confermata inoltre da diplomi imperiali datati rispettivamente 1164, 1191 (per opera dell'imperatore Arrigo VI) e 1220 (per opera di Federico II) e terminò quasi certamente prima del 1225, dal momento che non si fa menzione di questo castello, nell'atto con il quale i cinque figli di Guido Guerra si divisero i beni posseduti in questa parte di territorio.
Il Castello Nipozzano passò successivamente alla famiglia vassalla dei Da Quona e, per donazione, alla lontana Abbazia di S.Fedele a Strumi, situata in Casentino: esistono testimonianze in tal senso per opera di Lapo da Castiglionchio.
È nel 1218 che l'abate di San Fedele, per pagare un debito contratto con la famiglia Adimari, fu costretto a concedere in affitto per il periodo di cinque anni, tutte le terre, case e vigne che l'abbazia possedeva a Nipozzano (concessione ripetuta anche nel 1275).
Ulteriore passaggio di proprietà è attestato al 1283, quando i monaci dell'Abbazia di S.Fedele a Strumi rinunciarono definitivamente alla proprietà di Nipozzano, cedendola alla famiglia fiorentina dei Cerchi, in particolare alla persona di Bindo de' Cerchi, in cambio di terre più vicine alla città.
Nipozzano passò in mano alla Repubblica di Firenze, a partire dai primi anni del 1300: la Repubblica vi teneva un suo castellano, come risulta da lettere del 1312 conservate nell'Archivio delle Riformagioni di Firenze. In tali lettere, vi è esplicito riferimento all'incarico di sorvegliare il passaggio dell'esercito di Arrigo VII di Lussemburgo, in movimento da Arezzo a Firenze, per assediare la città.

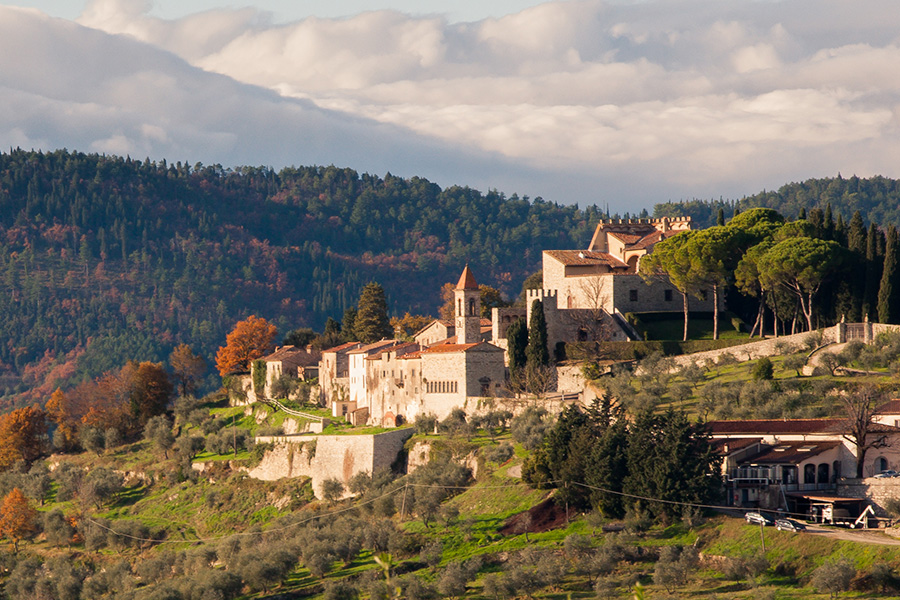
Nipozzano, come si presenta ai visitatori, dalla strada principale

Dalla ricca famiglia dei Cerchi, coinvolta nella lotta per il controllo del Comune di Firenze, Nipozzano passò tra i possedimenti della famiglia Albizzi, loro alleati, che in breve tempo divennero una delle più ricche famiglie della città di Firenze. Verso la fine del Trecento, con gli Albizzi, il castello conobbe il periodo di massimo splendore: fu trasformato in una splendida dimora di campagna, divenendo ritrovo di artisti e letterati.
Tra il 1300 e il 1400 gli Albizzi si scontrarono contro la famiglia rivale dei Medici, uscendone però sconfitti.
Della dimora voluta dagli Albizi rimangono ancora vari elementi architettonici riferibili al Quattrocento.. Il Castello è stato abbellito ulteriormente nel corso dei secoli, fino all'inizio del Seicento.
Uno dei discendenti della famiglia, Vittorio degli Albizzi, introdusse nuove metodologie di viticultura nella zona di Pomino (Rufina), non lontano dal Castello Nipozzano. Alla morte di Vittorio, avvenuta nel 1877, tutti i suoi beni passarono alla famiglia della sorella Leonia degli Albizzi, moglie di Angelo Frescobaldi, non essendosi Vittorio mai sposato.
Il Castello Nipozzano appartiene tuttora alla famiglia Frescobaldi, risultandone tra le proprietà più celebri e storiche.
Il Castello era dominato, in passato, dalla possente mole quadrilatera del cassero, ricordata nei documenti fin dal 1371, e circondato da due giri di mura che racchiudevano anche l'abitato, compresa la chiesa di S. Niccolò.
Nel secondo dopoguerra è stata ricostruita la sottostante chiesa di S. Niccolò, sulla quale il cassero del castello era crollato, dopo l'esplosione delle mine tedesche avvenuta in tempo di guerra.

## Curiosità

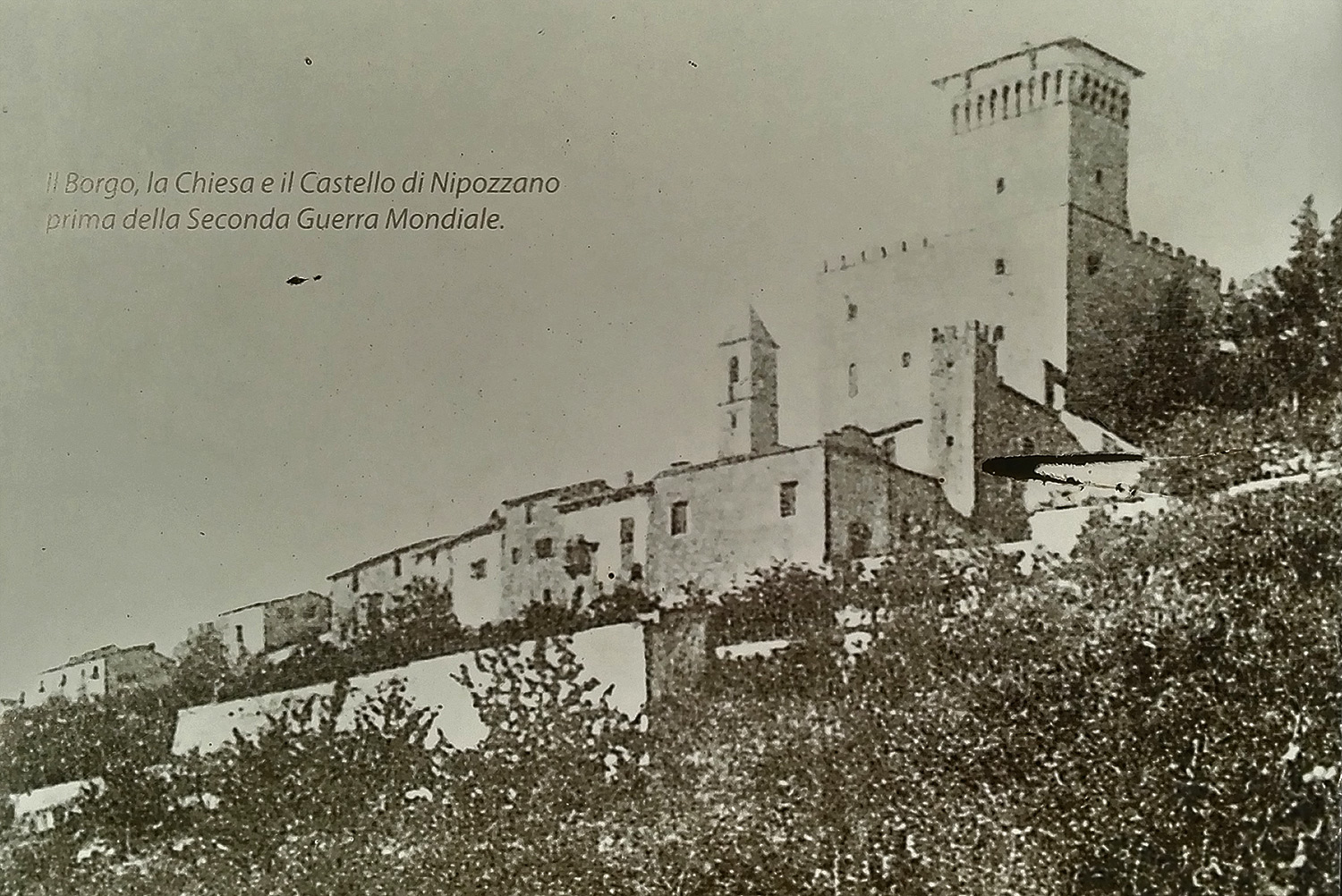
Nipozzano, prima dei danneggiamenti subiti in tempo di guerra

Per la tradizione popolare "nipozzano" significa “senza pozzo”, a testimoniare che la zona era povera d'acqua: circostanza favorevole alla coltivazione della vite.
La parrocchia di San Niccolo a Nipozzano, all'interno delle mura, contava ben 351 abitanti nel 1833.

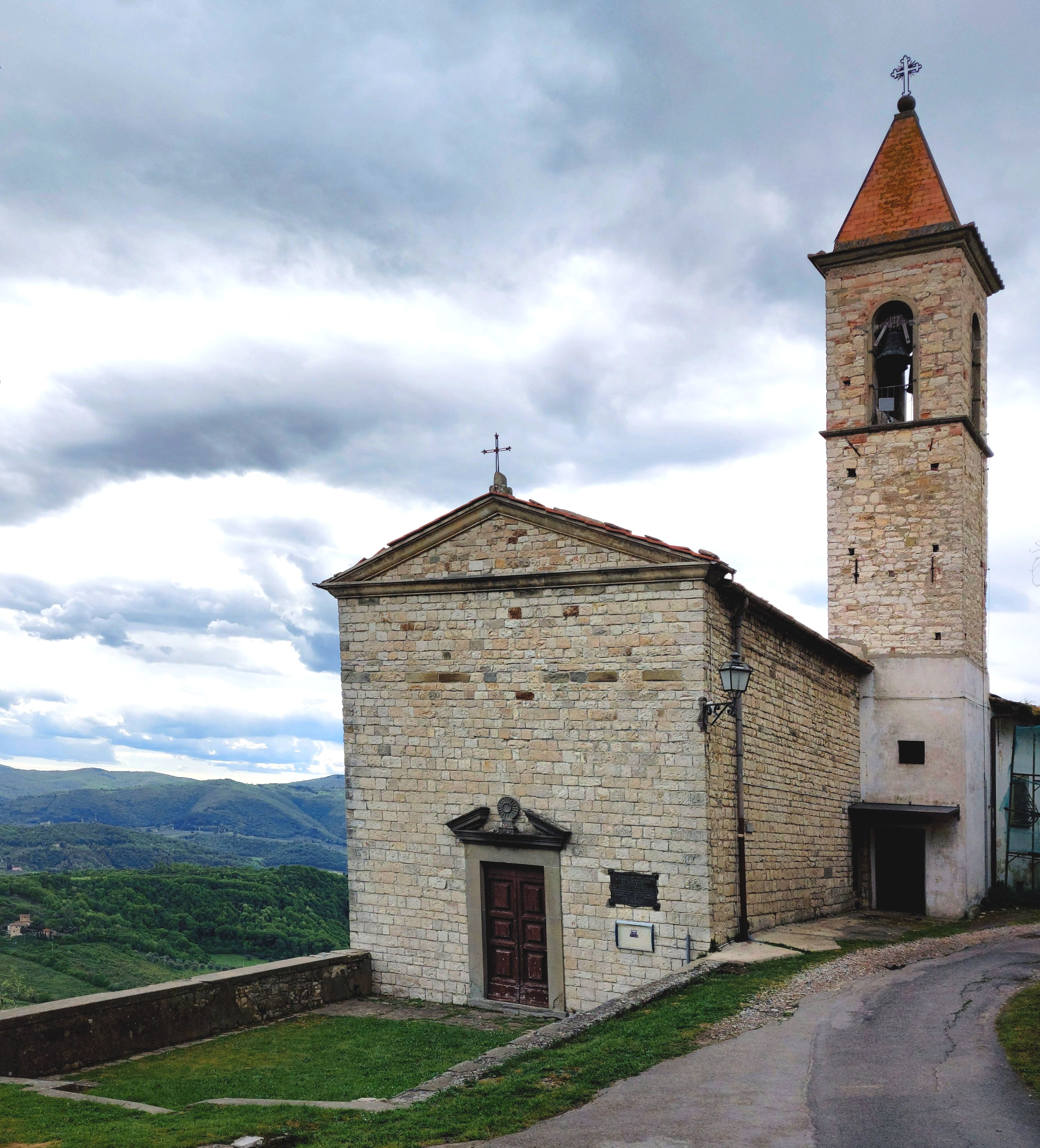
Chiesa San Niccolò a Nipozzano

Il cassero, al centro del castello, era sormontato da un'alta torre, stupidamente distrutta nel 1944 dalle mine dei genieri dell'esercito tedesco.
Il giro di mura più esterno è attualmente coperto dalle abitazioni presenti.